# Arboretum Kalmthout
El Arboretum Kalmthout es un arboreto en Kalmthout (Bélgica). Fue creado, en un principio, como una plantación forestal por Charles Van Geert en 1857. En 1986 se convirtió en propiedad de la Provincia de Amberes y actualmente está abierto al público como jardín botánico.

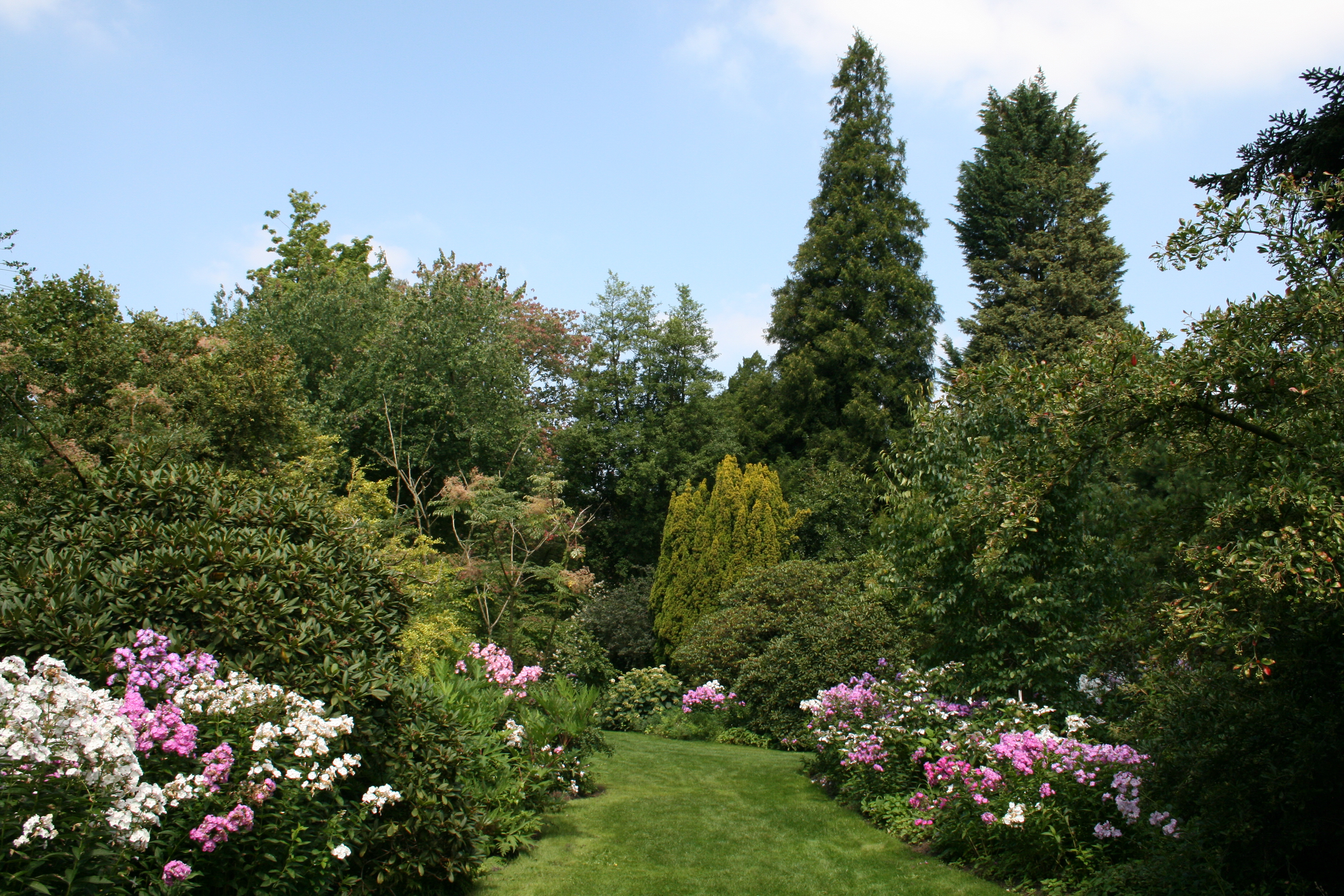
"Coniferen dreef".